# Железнодорожный мост через реку Лену (Усть-Кут)
Железнодоро́жный мо́ст через ре́ку Ле́ну — находится в городе Усть-Куте Иркутской области, на западном участке Байкало-Амурской магистрали.
На данный момент (2018) является единственным железнодорожным мостом через Лену. Имеет статус памятника.

## Описание
Представляет собой однопутную фермовую конструкцию на пяти железобетонных опорах. Длина моста — 418 метров.
Железнодорожная колея электрифицирована. Для развода поездов, следующих по мосту, с восточной (правобережной) стороны был построен разъезд Предленский (ликвидирован; ближайший из ныне существующих разъездов — Чудничный). С западной (левобережной) развод осуществляется на станции Лене-Восточной в городе Усть-Куте.

## История[1]
В 1974 году Байкало-Амурская магистраль была объявлена всесоюзной комсомольской стройкой. Отправной точкой был назван город Усть-Кут, где к тому времени уже существовала железная дорога — построенная в 1940—50-х гг. ветка Тайшет — Лена.
В октябре 1974 года в составе Главмостостроя был образован трест «Мостострой-9» для строительства мостов на Западном участке БАМа. Первой крупной водной преградой на пути будущей магистрали оказалась река Лена, на всём протяжении которой на то время не существовало ни одного моста.
Железнодорожный мост было решено строить недалеко от Усть-Кута, у посёлка Якурима (позже включённого в состав города). Строительство было поручено Мостоотряду № 5 (МО-5) — подразделению «Мостостроя—9».
Мост был построен в два раза быстрее срока — за 18 месяцев вместо плановых 36. В 1975 году движение по нему было открыто.
В середине 2015 года начаты работы по строительству второй очереди моста. На опорах, изначально рассчитанных на двустороннее движение, устанавливаются конструкции второго пути. Вторая очередь быда сдана 7 июля 2017 года.

## Интересные факты
На левобережном основании моста в 1975 году, перед открытием движения, строители оставили написанное краской четверостишие:
Принимай, БАМ, наш подарок

От бригады Шестака!

Будь, как памятник, опора

Здесь, у Лены, на века!
Шестак — фамилия знаменитого бригадира монтажного отряда, работавшего над сооружением моста.
По состоянию на 2009 год надпись плохо просматривается, но прочесть слова ещё возможно.